# Rosinduline

Rosindulin – der namensgebende und einfachste Vertreter der Rosinduline

Rosinduline sind chemische Verbindungen aus der Gruppe der Azinfarbstoffe. Die Grundstruktur besteht aus einem 1,4-Diazin-Ring, der mit einer Phenyl- und einer Naphthylgruppe anelliert ist. Ein Stickstoffatom des Diazin-Rings ist mit einer weiteren Phenylgruppe substituiert und die Verbindungen enthalten einen Aminosubstituent. Als Salze können die Rosinduline sowohl mit Chlorid als auch mit anderen Anionen wie Nitrat oder Sulfat vorliegen. Der einfachste und namensgebende Vertreter ist das Rosindulin.

## Geschichte
Die Bezeichnung Rosindulin wurde 1888 von Otto Fischer und Eduard Hepp für das Derivat mit einer Anilinogruppe im Naphthylring geprägt. Nachdem sie eine Reihe weiterer Derivate synthetisieren konnten, erweiterten sie 1890 die Bezeichnung für die gesamte Farbstoffgruppe und verwendeten den Namen Rosindulin für die Stammverbindung mit der unsubstituierten Aminogruppe. Die isomeren Verbindungen, bei denen sich die Aminogruppe im anellierten Phenylrest befindet, wurden zunächst als Isorosinduline bezeichnet, jedoch später zusammen mit allen weiteren Amino-Positionsisomeren unter der Bezeichnung Rosinduline zusammengeführt. Die Struktur der Rosinduline wurde 1894 durch Friedrich Kehrmann aufgeklärt, der in den Folgejahren zahlreiche weitere Positionsisomere beschrieb.

## Struktur
Für die Salze der Rosinduline lassen sich mesomere Grenzstrukturen formulieren; die freie Base liegt als Imin vor:

## Synthese
Eine Methode zur Darstellung von Rosindulinen geht von Azoverbindungen aromatischer Amine aus. So erhält man bei der Reaktion von 	
4-Phenylazo-1-naphthylamin mit Anilin und Anilinhydrochlorid bei hoher Temperatur N-Phenylrosindulin. Untersuchungen zeigen, dass dabei zunächst die Aminogruppe durch eine Anilinogruppe ausgetauscht wird und sich diese Azoverbindung in einer autokatalytischen Reaktion über verschiedene Zwischenstufen zum N-Phenylrosindulin umsetzt.
Eine alternative Methode geht von Nitrosoverbindungen aus. So erhält man bei der Umsetzung von 4-Nitrosodiphenylamin mit N-Phenyl-2-naphthylamin und Salzsäure N-Phenylisorosindulin.

## Eigenschaften
Die Rosinduline lassen sich mit rauchender Schwefelsäure sulfonieren, wobei je nach Reaktionsbedingungen die Modo-, Di- oder Trisulfonsäure entsteht.
Beim Erhitzen mit Salzsäure wird die Aminogruppe der Rosinduline hydrolysiert und es entstehen die entsprechenden Ketone. So erhält man sowohl bei der Umsetzung von Rosindulin, als auch bei der Umsetzung von N-Phenylrodindulin jeweils Rosindon:

## Verwendung
Rosinduline können als kationische Farbstoffe für die Färbung von Polyacrylnitril- oder Polyesterfasern verwendet werden. Insbsondere di- und trisulfonierte Rosinduline finden als Säurefarbstoffe beispielsweise unter der Bezeichnung Azocarmin G und Azocarmin B Verwendung in der Histologie.

## Externe Links zu erwähnten Verbindungen
1. ↑  Externe Identifikatoren von bzw. Datenbank-Links zu 4-Phenylazo-1-naphthylamin:  CAS-Nr.: 131-22-6, PubChem: 8562, ChemSpider: 8244, Wikidata: Q81988895.